# Doberman
Doberman je srednje velika do velika pasmina pasa, poznata po svojoj eleganciji, inteligenciji i vjernosti. Ova pasmina često se koristi kao čuvar, radni pas i obiteljski ljubimac zbog svoje prilagodljivosti i privrženosti vlasnicima.

## Povijest
Dobermana je krajem 19. stoljeća u Njemačkoj razvio Karl Friedrich Louis Dobermann, porezni sakupljač koji je tražio psa koji bi ga mogao štititi tijekom rada. Pasmina je rezultat križanja različitih pasmina, uključujući rotvajlera, njemačkog pinča, weimarskog ptičara i drugih radnih pasa. Standard pasmine uspostavljen je 1890-ih, a pasmina je dobila ime u čast svog osnivača.
Dobermani se često koriste u raznim službama poput policije, vojske i spasilačkih misija zbog svoje brzine, snage i inteligencije. Njihova prilagodljivost i pouzdanost čine ih pogodnima za različite zadatke, uključujući ulogu radnih pasa i kućnih ljubimaca.

## Fizičke karakteristike
Doberman ima skladnu građu, kratku dlaku i mišićavo tijelo. Mužjaci obično dostižu visinu od 68 do 72 cm, dok su ženke visoke između 63 i 68 cm. Težina pasmine se kreće od 30 do 40 kg. Doberman dolazi u nekoliko boja, uključujući crnu, smeđu, plavu i boju jelena, s prepoznatljivim oznakama na prsima, šapama i licu.

## Temperament
Dobermani su poznati po svojoj inteligenciji i sposobnosti brzog učenja. Njihova privrženost čini ih popularnim obiteljskim psima, dok je njihova zaštitnička priroda korisna za ulogu čuvara. Dobermani se dobro slažu s ljudima i drugim životinjama kada su pravilno socijalizirani. Njihova visoka razina energije zahtijeva redovitu fizičku aktivnost i mentalnu stimulaciju.

## Zdravlje
Dobermani su skloni određenim zdravstvenim problemima, uključujući displaziju kukova, srčane bolesti (posebno dilatacijsku kardiomiopatiju) i von Willebrandovu bolest. Redoviti veterinarski pregledi, uravnotežena prehrana i odgovarajuća njega ključni su za održavanje njihovog zdravlja.